# Демир Киряков
Демир Василев Киряков – български революционер (1898 – 1988), взел участие в Първата световна война и Септемврийското въстание

## История преди Първата Световна война (1898 – 1915)
Демир Киряков е роден на 10 април 1898 г. в село Бадарлии (днешно с. Виница, Първомайско) в бедно земеделско семейство с баща Васил Киряков и майка – Стоянка Кирякова. Той преживял тежко детство – баща му влязъл в затвора, а майка му се омъжила повторно в друго село (Кара Орман, днешно с. Черна Гора). От нищета десетгодишното момче било принудено да работи каквото може, за да се издържа. До 25-годишна възраст Демир Киряков бил прислуга на богато семейство, което му осигурявало храна и подслон. През 1915 г. (началото на Първата световна война) той е изпратен на фронта в Сърбия като кавалерист, където се сражава за Отечеството.

## Следвоенна история
Демир Киряков се завръща от фронта 1917 г. Майка му и вторият ѝ мъж му подаряват 2 дка. земя в село Кара Орман (днешно село Черна гора (Област Стара Загора), на 10 км северозападно от гр. Чирпан). Там той създава семейство и построява малка къща, където живее непрекъснато до 1923 г., а след Септемврийското въстание и до смъртта си. 

## Революционна дейност
Подтикнат от нищетата и амбицията за по-добър живот, Демир Киряков се присъединява към Старозагорския акционен комитет, който на 12 септември 1923 г. взема решение в окръга да се вдигне въстание – част от всенародното въстание срещу „фашизма и народните подтисници“. Въстанието в околностите на гр. Чирпан избухва точно на предвидената дата – 19 септември 1923 г.
Наред с Демир Киряков и известните организатори – братята Даскалови, във въстанието вземат участие будните младежи от околните села. След като се снабдяват с оръжие от богати семейства и джандари, те поемат към Чирпанските възвишения в опит да превземат град Чирпан и да установят „народовластие“. Срещат силен отпор отстрана на правителствените войски, които включват и артилерийски части, за да се справят с въстаниците.
На 20 септември 1923 г. въстанието е потушено, а организаторите братята Даскалови – убити. Демир Киряков заедно с останалите въстаници е пленен и отведен в Чирпан в очакване на своята присъда.
Той и другите затворници са охранявани строго от войските в градското училище, тъй като всички други държавни учреждения и затвори са били препълнени с пленени въстаници. Всяка вечер царски войници извеждали по няколко души затворници и били отвеждани в местността Бадемито, принуждавани да копаят масов гроб, след което били убивани и закопавани там. Демир Киряков успява да избегне такава участ и да се завърне в селото си, след като царят издава декрет за освобождаване на останалите пленници.

## Период след 9 септември 1944 г.
След като БКП завзема властта в България на 9 септември 1944 г., Демир Киряков е награден с медал за своето участие в Септемврийското въстание. В местността Бадемито е изграден паметник на загиналите въстаници, сражавали се за района.
През 70-те години журналисти го посещават в къщата му в с. Черна Гора и публикуват интервю във в. Отечествен фронт. Всички, включително и журналистите му задавали многократно въпроса защо не е станал член на БКП.
Демир Киряков никога не станал член на БКП, въпреки че това се очаквало от всеки революционер по онова време. Той и голяма част от народа не получили дългоочаквания по-добър живот, а станали свидетели на зверски отмъщения и ненаказвани престъпления, извършвани от комунистите. Революционерът осъзнал, че се е сражавал не за благото на народа, а за облагодетелстването на политическата върхушка на БКП.
Комунистите никога не отдали нужното признание на Демир Киряков, тъй като отказвал да стане член на партията. Не го признали за комунистическото звание „Активен борец“ и заради това не получил каквито и да е привилегии. Преди да почине през 1988 г., той все още получавал минималната за страната пенсия, без „партийни“ добавки и увеличения, разказват синовете и внуците му.